# هر نفسی که می‌کشی
«هر نفسی که می‌کشی» تک‌آهنگی از گروه موسیقی راک بریتانیایی پلیس است که در سال ۱۹۸۳ میلادی منتشر شد. این ترانه توسط استینگ نوشته شده و در چارت‌های، آمریکا، بریتانیا، در رتبه اول و در چارت‌های، سوئد، اتریش، فلاندرز، نیوزلند، نروژ جزو ده ترانه اول قرار گرفت. همچنین نامزد سه جایزه گرمی منجمله جایزه گرمی برای بهترین ترانه سال، جایزه گرمی برای بهترین اجرای گروهی یا دونفره و جایزه گرمی برای بهترین ضبط سال شد که برنده دو جایزه اول نیز گردید.